# Portretul Infantei Maria Tereza a Spaniei
Portretul Infantei Maria Tereza a Spaniei sau Infanta Maria Tereza la vârsta de 14 ani este o pictură realizată de pictorul spaniol Diego Velázquez în 1653 și o reprezintă pe Maria Tereza a Spaniei. A fost tăiat în partea de sus și de jos, iar acum se află la Muzeul de Istorie a Artei din Viena din Viena.
Este considerat unul dintre cele mai puternice dintre portretele realizate de artist în perioada târzie a carierei sale, prezentându-și subiectul într-o poziție maiestuoasă, luminată, îmbrăcată într-o rochie ușoară pe un fundal întunecat. Seriozității și formalității acesteia i se adaugă cele două ceasuri pe care le poartă, în timp ce batista din mâna stângă este unul dintre punctele de reper ale picturii.
Velasquez și asistenții săi au creat trei tablouri pentru a fi trimise potențialilor soți ale infantei (care s-a căsătorit în cele din urmă cu Ludovic al XIV-lea). Alte două versiuni sunt expuse în Muzeul de Arte Plastice din Boston și la Luvru.